# Reynolds American
La Reynolds American, Inc. (NYSE: RAI) è una multinazionale statunitense attiva nell'industria del tabacco, la seconda più grande del settore negli Stati Uniti d'America. L'azienda è una sussidiaria della British American Tobacco e controlla a sua volta diverse aziende, tra cui figurano la R. J. Reynolds Tobacco Company, l'American Snuff Company (precedentemente chiamata Conwood Company), la Santa Fe Natural Tobacco Company e la Niconovum AB.
Le sussidiarie della Reynolds American producono e commercializzano diversi prodotti derivanti dal tabacco, include sigarette (alcuni tra i marchi più famosi sono: Newport, Camel, Pall Mall, Kent, Doral, Misty, Capri e Natural American Spirit) e tabacco da succhiare e da masticare (i suoi marchi più famosi in questo campo sono Grizzly e Kodiak).
Nel 2010, le aziende sussidiarie della Reynolds American hanno venduto circa il 28% di tutte le sigarette acquistate negli Stati Uniti d'America.
Le sue azioni sono scambiate alla borsa di New York e l'azienda fa parte del paniere su cui si basa l'indice S&P 500.

## Storia
La Reynolds American (RAI) è stata creata nel gennaio 2004 e le sue azioni hanno iniziato ad essere scambiate alla borsa newyorkese nell'agosto dello stesso anno.
Nel luglio 2004 la divisione americana della British American Tobacco (BAT), ossia la Brown & Williamson, la terza azienda dell'industria del tabacco statunitense, fu fusa con la R. J. Reynolds Tobacco Company, la seconda azienda dello stesso settore, sotto il nome di R. J. Reynolds. Dopo questa fusione, la R. J. Reynolds divenne una sussidiaria della Reynolds American, con la BAT che divenne proprietaria del 42% delle azioni di quest'ultima. Allo stesso tempo, alle controllate si aggiunse anche la Santa Fe Natural Tobacco Company, un'azienda produttrice, tra gli altri, del marchio di prodotti del tabacco privo di additivi Natural American Spirit. Prima di divenire controllate della Reynold American, sia la Santa Fe Tobacco Company che la R. J. Reynolds Tobacco Company erano parte della R. J. Reynolds Tobacco Holdings (scambiata alla borsa di New York con l'acronimo di RJR) che divenne anch'essa una sussidiaria della RAI nel luglio 2004.
Fu inoltre deciso che la sede della Reynold American fosse la precedente sede della R. J. Reynolds, ossia la cittadina di Winston-Salem, nella Carolina del Nord, dove la R. J. Reynolds fu fondata nel 1875.
Nel 2006, la Reynolds American estese la gamma dei propri prodotti con l'acquisizione della Conwood Company, il secondo più grande produttore di derivati del tabacco senza fumo degli Stati Uniti d'America. La Conwood produce e commercia tabacco da succhiare (moist snuff), da fiutare e da masticare, e, al tempo dell'acquisizione da parte della RAI, il 70% delle sue entrate proveniva dal crescente settore del tabacco da succhiare, con il tasso di crescita più rapido detenuto dal marchio Grizzly.
Nel novembre 2009 il The Wall Street Journal diede la notizia dell'intenzione della Reynolds American di acquisire la svedese Niconovum AB, produttrice di derivati del tabacco quali le gomme da masticare alla nicotina, per una cifra di circa 44,5 milioni di dollari,
e l'operazione fu in effetti effettuata in dicembre.
Il 1º marzo 2011, Daniel "Daan" Delen assunse la carica di presidente e amministratore delegato della Reynolds American, dopo che Susan Ivey aveva annunciato il suo ritiro da presidente del consiglio di amministrazione il 1º novembre 2010 e da presidente e amministratore delegato il 28 febbraio 2011.
Nell'aprile 2014, la stessa Ivey, che nel frattempo aveva adottato il cognome del marito divenendo Susan Cameron, è tornata a ricoprire la carica di CEO dopo la sua elezione da parte del consiglio di amministrazione.
Nel luglio del 2014 la Reynolds American ha annunciato l'acquisizione, poi completato nel giugno del 2015 con la completa inglobazione della compagnia e la sparizione del suo nome dal mercato, della Lorillard Tobacco Company per 27,4 miliardi di dollari, con un esborso di 68,88 dollari ad azione; onde evitare problemi di antitrust la fusione comprese anche la vendita alla Imperial Tobacco Company (che poi cambierà nome in "Imperial Brands" nel 2016), per 7,1 miliardi di dollari, di alcuni marchi di sigarette di proprietà delle due aziende, tra cui Kool, Winston, Salem, Maverick e del marchio di sigarette elettroniche Blu eCigs.
il 21 ottobre 2016, la British American Tobacco ha annunciato di aver lanciato un'offerta per l'acquisto del 57,8% della Reynolds American non ancora di sua proprietà per un totale di 47 miliardi di dollari. Nel gennaio 2017, il consiglio di amministrazione della Reynolds American, presieduto, dal primo giorno del mese, da Debra Crew, ha comunicato di aver accettato un'offerta di 49,4 miliardi di dollari, dicendo di ritenere che l'operazione di acquisizione sarà conclusa nel terzo trimestre dell'anno, in effetti i tempi della completa acquisizione sono stati più brevi e l'operazione si è conclusa il 25 luglio 2017 per 54,5 miliardi di dollari.